# Jaap Kooijman
Jaap Kooijman (Sittard-Geleen, Limburg, 24 d'abril de 1994) és un ciclista neerlandès que ha competit professionalment des del 2014 fins al 2015.

## Palmarès
- 2017
  - 1r a la Midden-Brabant Poort Omloop